# Ivocaris
Ivocaris is een geslacht van uitgestorven kreeftachtigen uit de klasse van de Malacostraca (hogere kreeftachtigen).

## Soorten
- Ivocaris delicatus (Racheboeuf, Vannier & Ortega, 2000) †
- Ivocaris saltitensis Racheboeuf, Crasquin & Brussa, 2009 †